# 新杂·单增曲扎
新杂·单增曲扎（藏語：ཤིང་རྩ་བསྟན་འཛན་ཆོས་གྲགས，威利转写：shin rtsa bstan 'dzin chos grags，1950年10月—），男，藏族，西藏措美人，藏传佛教噶玛噶举派第十四世新杂活佛。

## 生平
1955年6月，他被认定为西藏浪卡子县新杂寺转世活佛。1955年6月至1959年8月，在西藏扎囊县卓玉乡伦布寺学经。1959年8月，在西藏扎囊县卓玉乡民办小学任教师。1960年7月，转入西藏浪卡子县索杰乡民办小学任教师。1960年12月，又转入西藏措美县具巴乡民办小学任教师。1964年8月到1983年6月，他在家务农。
1983年6月到1984年6月，他出任西藏自治区山南地区政协委员。1984年6月，他被调到西藏自治区措美县人民政府办公室任职。1986年3月，他转到西藏自治区山南地区政协任职。1988年5月，转而出任西藏自治区山南地区政协常委。1993年5月到2005年9月，担任西藏自治区山南地区政协副主席。其间，1995年至1997年6月在中国藏语系高级佛学院学习，获在职大专学历。2005年7月，他兼任西藏自治区山南地区行署副专员。同年9月起，专任西藏自治区山南地区行署副专员。2006年12月，升为正地级，仍任西藏自治区山南地区行署副专员。后来，他出任西藏自治区人大常委会副主任。
2015年4月7日至11日，西藏自治区人大常委会副主任新杂·单增曲扎率领全国人大西藏代表团访问美国，访问旧金山期间，代表团分别会见美国共和党籍联邦众议员戴维·瓦拉当和美国民主党籍联邦众议员迈克·本田，并和斯坦福大学东亚研究中心学者及旅美藏胞交流。
他是第十届、十二届全国政协委员、第十一届全国人大代表。